# Känzele (Gebhardsberg)
Das Känzele, auch Kanzelfelsen oder Gebhardsbergfelsen genannt, ist ein ansteigendes Felsband und Bergsporn in Kennelbach und Bregenz im österreichischen Bundesland Vorarlberg, östlich des Gebhardsbergs und südwestlich des Pfänders. Es ist ein beliebtes Klettergebiet.

## Lage
Das Felsband und der untere Känzeleweg liegen im Gemeindegebiet von Kennelbach, die obere Abbruchkante bildet die Grenze zu Bregenz. Der obere Känzeleweg liegt im Gemeindegebiet von Bregenz. Der höchste Punkt liegt auf 724 m Höhe, in diesem Bereich sind auch die Felsen am höchsten. Das Felsband beginnt unterhalb des Gebhardsbergs und zieht sich in einem leichten Bogen aufwärts Richtung Osten bis nach Fluh, einem Ortsteil von Bregenz. Das Känzele ist kein eigenständiger Berg, sondern gehört zum Pfänder. Es bildet den südlichen Abschluss des Pfänderstocks. Der Pfänderstock wiederum ist Teil der Allgäuer Voralpen westlich der Iller im weiteren Sinn. Je nach Gliederung gehört der Pfänder und somit auch das Känzele zu den Nagelfluhhöhen und Senken zwischen Bodensee und Wertach oder zu den Allgäuer Alpen. Das Felsband ist im gesamten unteren Vorarlberger Rheintal gut zu sehen durch die markanten Felsen. Morphologisch bildet das Känzele den Rand der Rheintalebene.

## Geologie
Die Känzelefelsen des Gebhardsbergs lassen sich auf Sedimentationsabläufe im Mündungsdelta eines Flusses im Tertiär in das damalige Molassemeer zurückführen. Geologisch bestehen die Felsen aus Austern-Nagelfluh, Kalkstein, Sandkalken, Sandstein, Glaukonitsandstein und Nummuliten-Lithothamnien Kalken.
Beim Gebhardsberg gibt es einen Geologie-Lehrpfad. Er erklärt, wie der Gebhardsberg und das Känzele entstanden sind, wie Kohle entstanden ist und dass es hier im Tertiär ein Meer gab. Der Lehrpfad führt von der Langener Straße auf den Gebhardsberg und hat sechs Stationen.

## Klettergebiet
Das Känzele ist eines der größten und umfangreichsten Klettergebiete Vorarlbergs. Die Konglomeratwände aus Nagelfluh und Sandsteinbänken bieten unzählige Kletterrouten in den unterschiedlichen Schwierigkeitsgraden.
Etwa 100 Meter westlich des höchsten Punktes ist ein Klettersteig mit mehreren Varianten, errichtet vom Österreichischen Alpenverein in den Jahren 2016 und 2018. Die zu bewältigende Mindestschwierigkeit ist C/D, es ist kein Anfängerklettersteig. Entsprechende Erfahrung wird bei der Benützung vorausgesetzt. Der einzige Zustieg zu allen Varianten erfolgt über den Unteren Känzeleweg. Der Ausstieg aus allen Varianten endet am Oberen Känzeleweg.
An dieser Stelle sind die Felsen um die 70 m hoch. Die Varianten sind sehr gut mit Stahlseil und Trittbügeln gesichert. Eine komplette Klettersteigausrüstung und Helm sind notwendig, es besteht Steinschlaggefahr.
Unbekannte Kletterer haben ein Peace-Zeichen auf die Felsen gemalt.

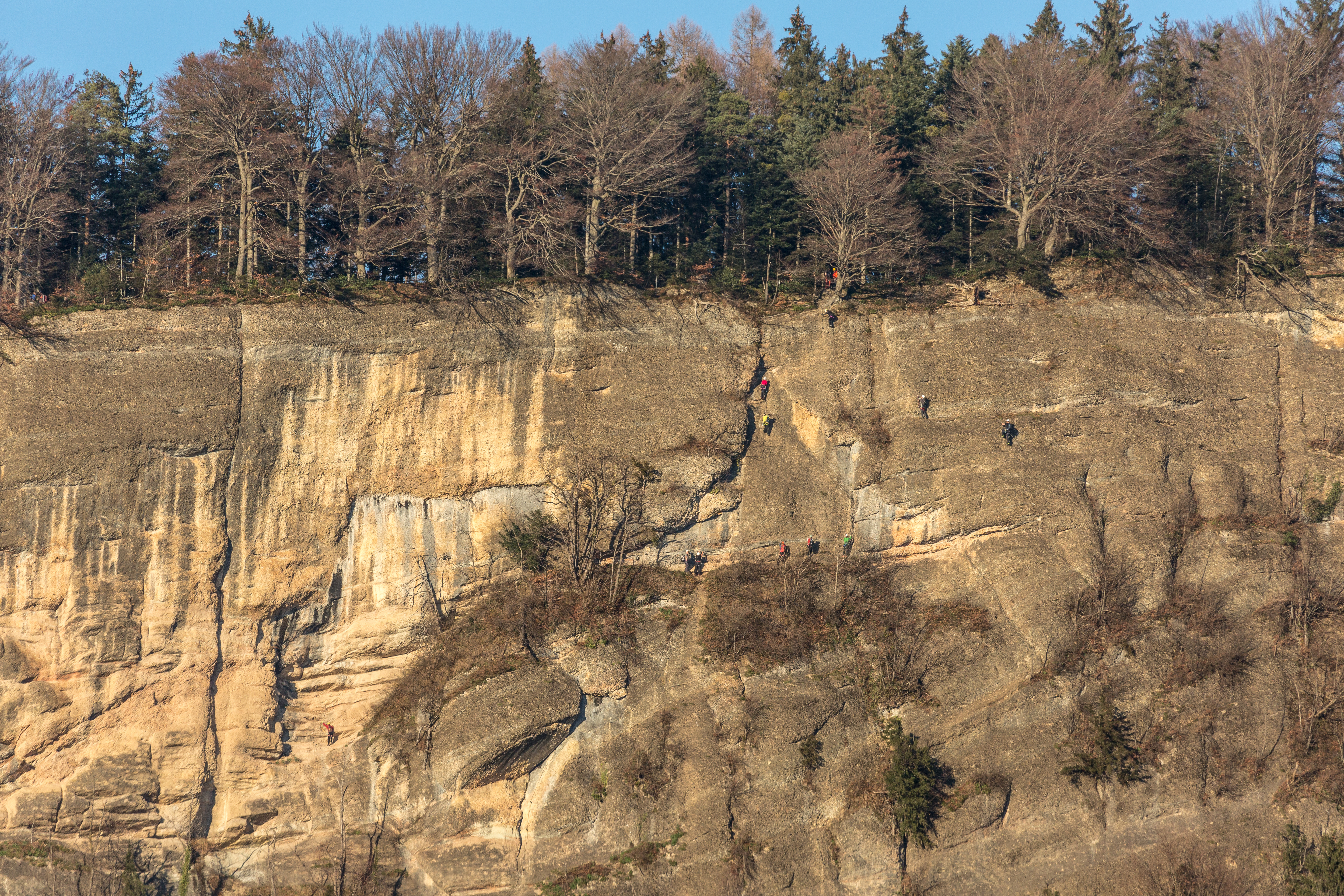
Das höhergelegene östliche Klettergebiet am Känzele
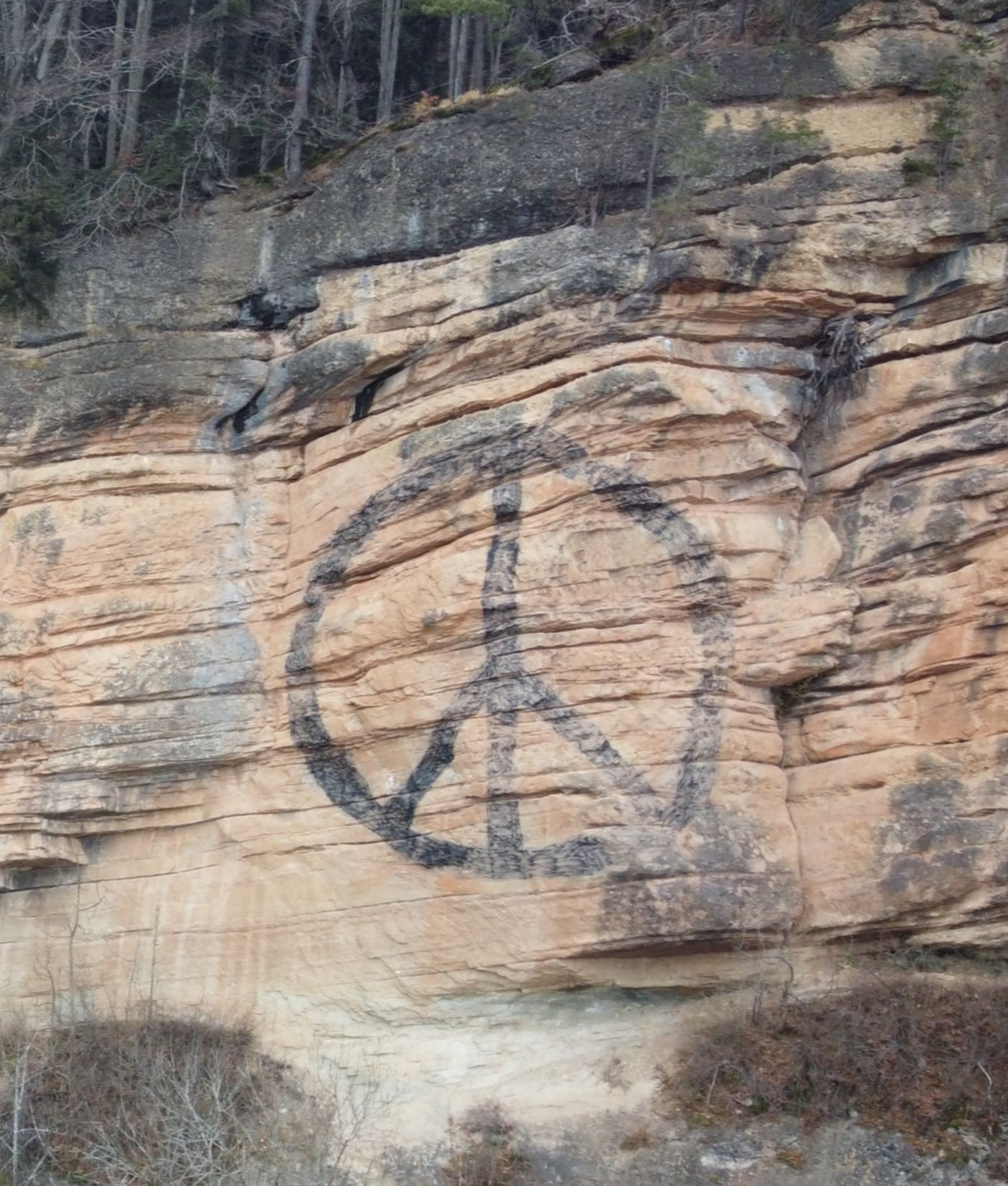
Peace-Zeichen am Känzele
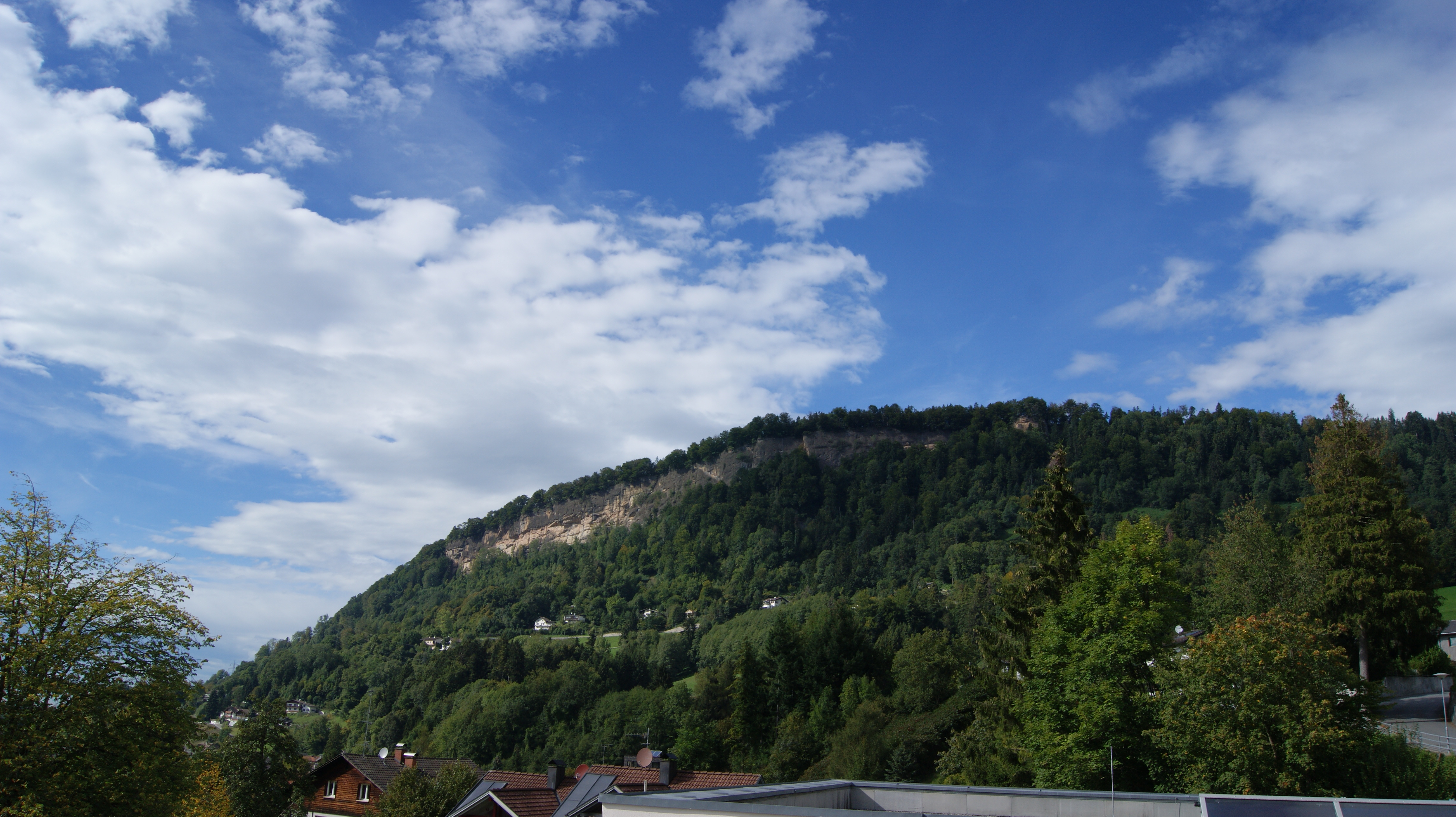
Östlicher Teil des Känzeles
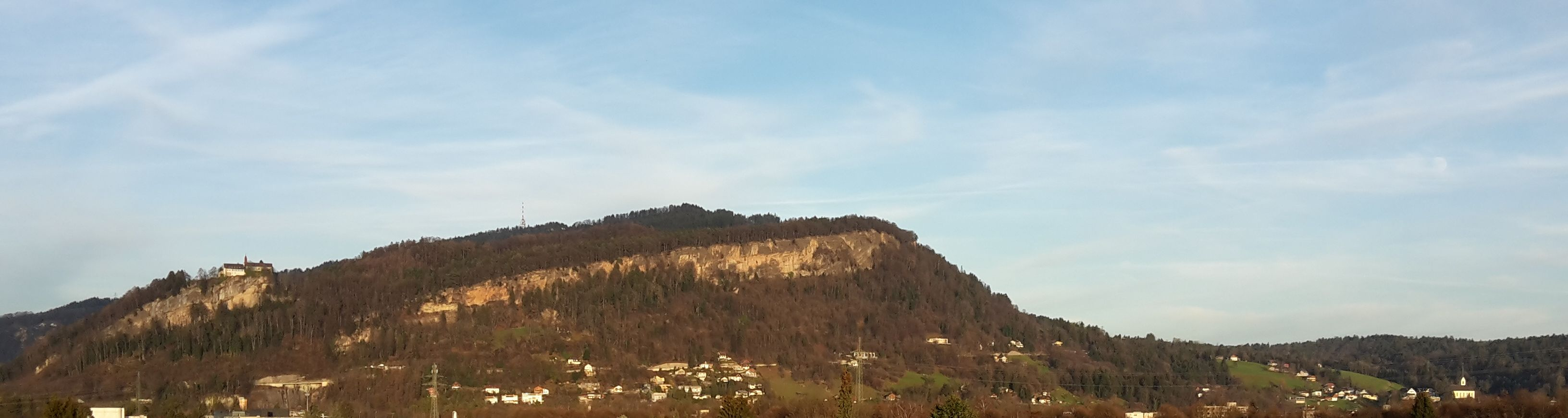
Blick von Lauterach auf den Gebhardsberg und das Känzele
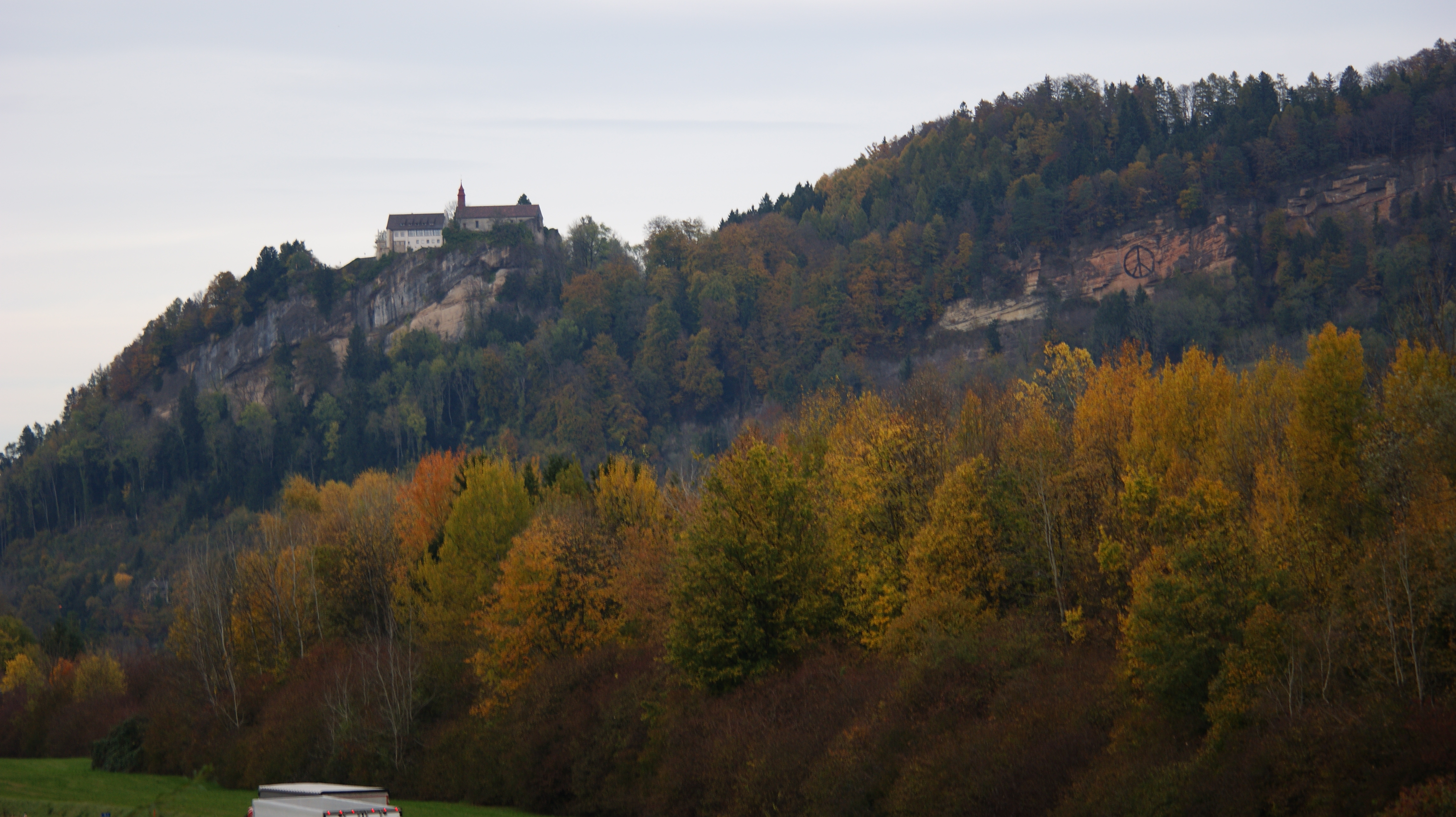
Gebhardsberg und die westlichen Känzelefelsen

## Straßen und Wege
Von oben nach unten verlaufen folgende Wege und Straßen in West-Ost-Richtung:
- Oberer Känzeleweg (Wanderweg vom Gebhardsberg auf die Fluh)
- Felsband mit Klettersteigen
- Unterer Känzeleweg (Wanderweg vom Gebhardsberg auf die Fluh oder nach Kennelbach)
- Forststraße (nur für forstwirtschaftliche Fahrzeuge)
- Langener Straße L2, eine wichtige Landesstraße

Beim Gebhardsberg und in der Nähe von Fluh gibt es eine Wanderverbindung zwischen dem oberen und unteren Känzeleweg. Die Langener Straße führt von Bregenz nach Langen bei Bregenz und weiter nach Weiler im Allgäu oder in den Bregenzerwald.

## Natur
Auch unterhalb der Felsen ist das Gelände sehr steil. Zwischen den Felsen und der Langener Straße war ein naturbelassener Fichtenwald. Durch die Steilheit wurde er kaum bewirtschaftet. Der Sturm Lothar hat am 26. Dezember 1999 große Teile des Waldes entwurzelt. Inzwischen ist ein Mischwald gewachsen. Bedingt durch den Klimawandel wird der steile Hang immer instabiler, es kommt immer öfters zu Rutschungen und Muren. Entlang der Langener Straße ist teils Siedlungsgebiet. Oberhalb der Felsen ist ein Buchen-Fichten-Mischwald, unterhalb der Langener Straße sind Siedlungsgebiete, Wiesen und kleine Wälder.